# Werkmeesterplein

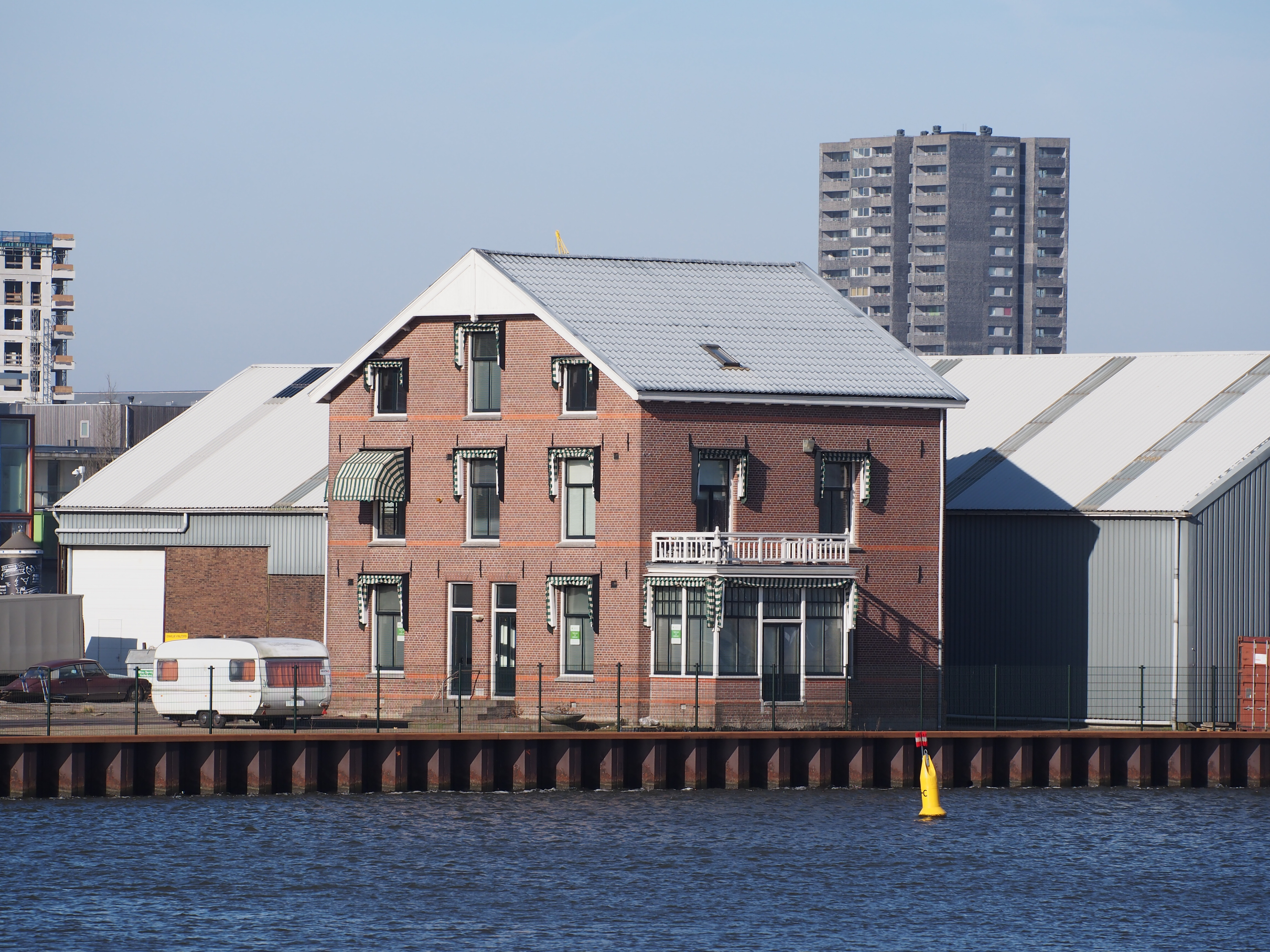
Gebouw Werkmeester (2018)

Het Werkmeesterplein is een relatief onbekend plein in Amsterdam-Oost.

## Geschiedenis
Het is gelegen op een landtong tussen de Entrepothaven en (de monding van) het Amsterdam-Rijnkanaal. Er lag hier jaren een industriegebiedje dat de naam kreeg Kop van Cruquius. De Cruquiusweg is namelijk de enige straat die naar en van het gebied loopt. Het plein kreeg in december 2018 haar naam en werd daarbij vernoemd naar gebouw de Werkmeester, dat hier jaren stond. In verband met de vanaf 2016 gaande herontwikkeling van deze buurt wordt dat gebouw verplaatst.

## Naamgever
Werkgever was de naam van een gebouw uit 1908 ontworpen door Willem Langhout. Het was voorbestemd om te dienen als kantoor en directiewoning(en) voor de NV Nederlandsche Metaalhandel. In 1916 tot ongeveer 1927 was hier het metaalbedrijf Neerlandia actief. Het gebruik van het gebouw ging steeds over naar nieuwe gebruikers van de terreinen met als laatste Metaal Magnus, een recyclingbedrijf. Al in 2013 kwam er de vraag of dat gebouw uitgeroepen moest worden tot gemeentelijk of rijksmonument (het gebouw zou beeldbepalend zijn) maar het Stadsdeel Oost ging daar niet in mee.

## Herontwikkeling Kop van Cruquius
Vanaf midden jaren tien van de 21e eeuw werd er gewerkt aan de herontwikkeling van deze uiterste punt van deze landtong onder supervisie van Rijnboutt. Daarbij bleek het beeldbepalend kantoorgebouw een sta in de weg. Rijnboutt zag eigenlijk geen andere oplossing het gebouw af te breken (2023) en elders op te bouwen (onbekend traject). Het plein ligt er in 2023 als onbestemd terrein bij; eigenlijk alleen een keerpunt rond het onderstel van een hijskraan, naamgever van de Hijskraanstraat op dezelfde kop, maar in die straat is voor het object geen plaats.   
De bedoeling volgens Rijnboutt is dat op deze kop in de periode 2022 tot en met 2026 een oplopend appartementencomplex verrijst van maximaal twintig bouwlagen, die de Werkmeester van 2,5 bouwlaag volledig overschaduwt.